# ワブテック
ワブテック（英語: Wabtec Corporation）は、ウェスティングハウス・エア・ブレーキとモーティブパワー・インダストリーズ (MotivePower Industies) が1999年に合併してできたアメリカ合衆国の企業である。ワブテックは、機関車や貨車、客車向けの部品や、4,000馬力までの機関車の製造を行っている。
また、子会社としてNapierやTurbonetics、Precision Turbo、Melletといった複数のターボチャージャー製造企業があり、小型乗用車から大型船舶まで様々なサイズのターボを製造している。